# Peter Obi
Peter Gregory Obi (født 19. juli 1961) er en nigeriansk forretningsmand og politiker. Han var guvernør i den nigerianske delstat Anambra fra marts til november 2006, februar til maj 2007 og igen fra juni 2007 til marts 2014. I maj 2022 blev han nomineret til Labour-partiets kandidat til Nigerias præsidentvalg i 2023, efter at han havde forladt Peoples Democratic Party.
Obi blev født i Onitsha i 1961 og dimitterede fra University of Nigeria i 1984. Bagefter gik han ind i erhvervslivet og i finamsverdenen, hvor han opnåede flere ledende stillinger i banker. Obi stillede i 2003 op til guvernørvalget som medlem af All Progressives Grand Alliance, men Chris Ngige blev erklæret vinder af valget. I 2006 blev valget af Chris Ngige annulleret, og Obi blev erklæret vinder af valget i 2003, og han tiltrådte embedet i marts 2006. Han blev stillet for en rigsret i november samme år, men hans rigsretssag blev omstødt, og han vendte tilbage til embedet i februar 2007. Obi blev fjernet efter guvernørvalget i Anambra i 2007, men retsvæsenet greb igen ind ved at bestemme, at han skulle have lov til at fuldføre en fuld fireårig periode. I 2010 blev han genvalgt for en anden periode. 
Efter at have forladt embedet i 2014, skiftede Obi til Peoples Democratic Party.  I 2019 blev han valgt som PDP-vicepræsidentkandidat ved præsidentvalget, hvor han stillede op med Atiku Abubakar, men de to tabte til den siddende præsident Muhammadu Buhari og vicepræsident Yemi Osinbajo.    I 2022 stillede Obi selv op som præsident, først i PDP, indtil han skiftede til LP i maj 2022 for at opnå dens nominering. Obis præsidentkampagne er blevet beskrevet som populistisk og er blevet kendt for sin støtte blandt mange unge nigerianere, som har fået tilnavnet "Obidients".   